# 張元豪
張元豪（1972年—），是台灣出生的美國醫師兼科學家，現為史丹佛大學醫學院講座教授、霍華德·休斯醫學研究所研究員，同時也是美國國家醫學院院士、美國藝術與科學學院院士、中央研究院院士。父親為前親民黨副主席張昭雄。

## 生平
張元豪出生於台灣台北 ，在哈佛大學主修生物化學，並在麻省理工學院獲生物學博士學位，同時在哈佛醫學院完成醫學學位。他因發現長非編碼RNA及開發解開非編碼基因組的技術，於2018年獲得美國國家科學院分子生物學獎。